# Czarnów (przystanek kolejowy)
Czarnów – zamknięty 30 maja 1992 roku przystanek osobowy w Czarnowie, na linii kolejowej nr 414 Gorzów Wielkopolski Zieleniec – Chyrzyno, w województwie lubuskim, w Polsce.